# Хиетала, Тимо
Тимо Хиетала (фин. Timo Hietala, 1960, Хельсинки, Финляндия) — профессиональный финский композитор. Написал музыку для более чем 100 кино-, теле-, радио- и театральных спектаклей. Сочетает в своих работах разные музыкальные жанры и стили, такие, как симфоническая музыка, этническая музыка, джаз, рок и др. Побеждал на различных конкурсах и фестивалях Европы. Тимо Хиетала является автором музыки к таким известным в Европе кинофильмам, как «Тали — Ихантала 1944» (2007), «Кубатон» (2011), «Окно в лето» (2011), "Молчание" (2011) и др.